# Prostheclina
Genre
Prostheclina est un genre d'araignées aranéomorphes de la famille des Salticidae.

## Distribution
Les espèces de ce genre sont endémiques d'Australie.

## Liste des espèces
Selon World Spider Catalog (version 18.0, 08/05/2017) :
- Prostheclina amplior Richardson & Żabka, 2007
- Prostheclina basilonesa Richardson & Żabka, 2007
- Prostheclina boreoaitha Richardson & Żabka, 2007
- Prostheclina boreoxantha Richardson & Żabka, 2007
- Prostheclina bulburin Richardson & Żabka, 2007
- Prostheclina eungella Richardson & Żabka, 2007
- Prostheclina pallida Keyserling, 1882

## Publication originale
- Keyserling, 1882 : Die Arachniden Australiens. Nürnberg, vol. 1, p. 1325-1420 (texte intégral).